# Défilé du lundi des Roses de Mayence

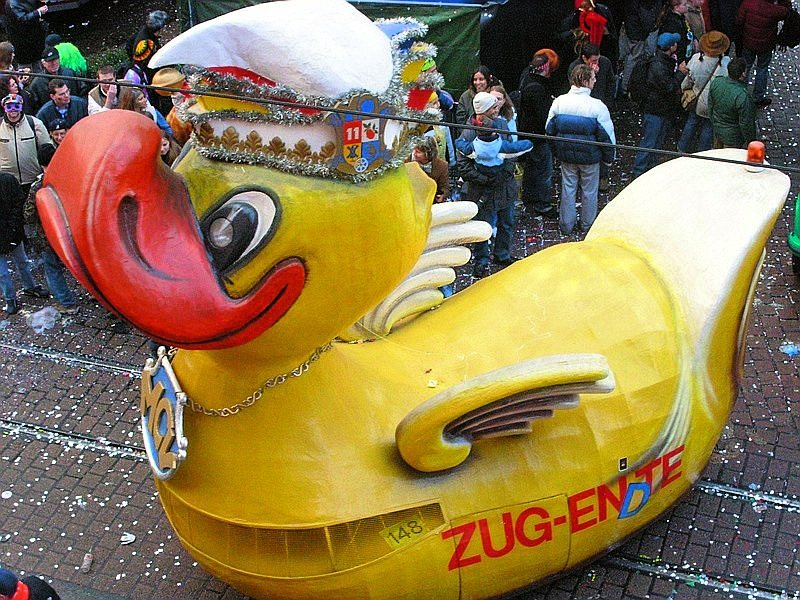
Char marquant la fin du cortège du défilé du lundi des Roses en 2004

Le défilé du carnaval de Mayence est un cortège annuel qui se déroule le jour du lundi des Roses à Mayence. Depuis le tout premier qui a eu lieu en 1838, 114 défilés ont été organisés (données 2015) et représentent le point culminant du carnaval de Mayence. Avec environ 9 500 participants et un public de plus de 500 000 personnes, le défilé du carnaval de Mayence est l’un des trois plus importants défilés allemands avec ceux de Cologne et de Düsseldorf.

## Histoire

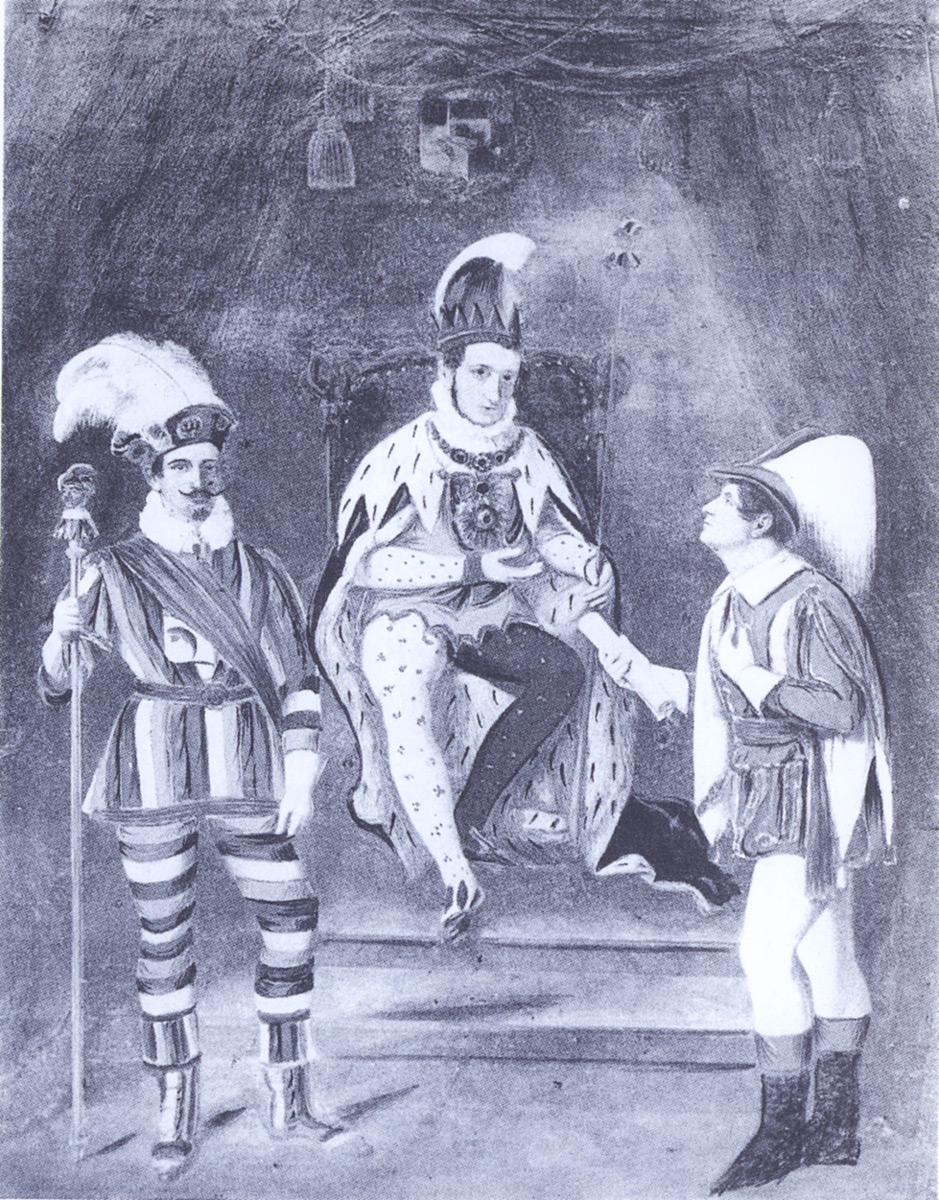
Le Prince Carnaval et sa suite. Les membres du MCV (à gauche Carl Michael, le président) en 1838, l’année de fondation du carnaval.

Le défilé du lundi des Roses de Mayence est fort d’une histoire vieille de près de 200 ans. Les premières références remontent à la période Biedermeier. À cette époque, la ville de Mayence, en tant que forteresse fédérale, était tour à tour occupée par les armées prussiennes et autrichiennes. Les nouvelles traditions du carnaval, qui étaient alors lancées à Cologne et Düsseldorf, commençaient à atteindre les remparts de Mayence. Le défilé du lundi des Roses a été perturbé plusieurs fois en période de guerre, et ce surtout au XXe siècle durant les deux guerres mondiales.

### Le Krähwinkler Landsturm - Précurseur du défilé du lundi des Roses
C’est en 1837 que Nikolaus Krieger, un artisan de Mayence, organise pour la toute première fois ce qu’on appelle le Krähwinkler Landsturm, le premier défilé du carnaval de Mayence. Ces manifestations, qui sont de plus en plus à la mode durant la première partie du XIXe siècle (en 1822 à Bâle, en 1831 à Spire, par exemple), se sont inspirées de la pièce Die deutschen Kleinstädter (Les petits provinciaux) écrite par le dramaturge August von Kotzebue. Krähwinkel, un petit village qui est décrit dans cette pièce, semble représenter à cette époque la quintessence de la bétise et de l’étroitesse d’esprit. Le Krähwinkler Landsturm parodie donc ces caractéristiques, comme entre autres la beaufferie de l’époque Bierdermeier ainsi que l’armée avec ses uniformes et ses exercices militaires. Aujourd’hui, cet événement est décrit comme étant à l’origine du carnaval de Mayence mais est également considéré comme le précurseur du cortège du lundi des Roses, qui a lieu pour la toute première fois l’année suivante.
On retrouve dans le Krähwinkler Landsturm des caractéristiques typiques du carnaval de rue de Mayence. Par exemple, une milice absurde composée de 15 personnes en uniforme avec le « Fähnrich Rummelbuff » au premier rang ou encore le « Seigneur Carnaval » qui se tient au centre du cortège (renommé par la suite le « Prince Carnaval »). Le cortège était accueilli avec beaucoup d’entrain de la part de la population de Mayence. On y compte plusieurs centaines de participants, deux chars, mais également, et surtout, la « närrische Garde » (Garde folle), dont les costumes mettent la foule en émoi. Un chroniqueur du journal de l’époque « Mainz Hellau ! » raconte : « Et tout cela, grâce aux créateurs de ce beau cortège. Personne n’a jamais autant ri que devant cette magnifique composition de fantaisie et sa parfaite réalisation ». La première pierre était ainsi posée pour le tout premier défilé du lundi des Roses, en 1838.

### 1838 - La naissance du défile du lundi des Roses

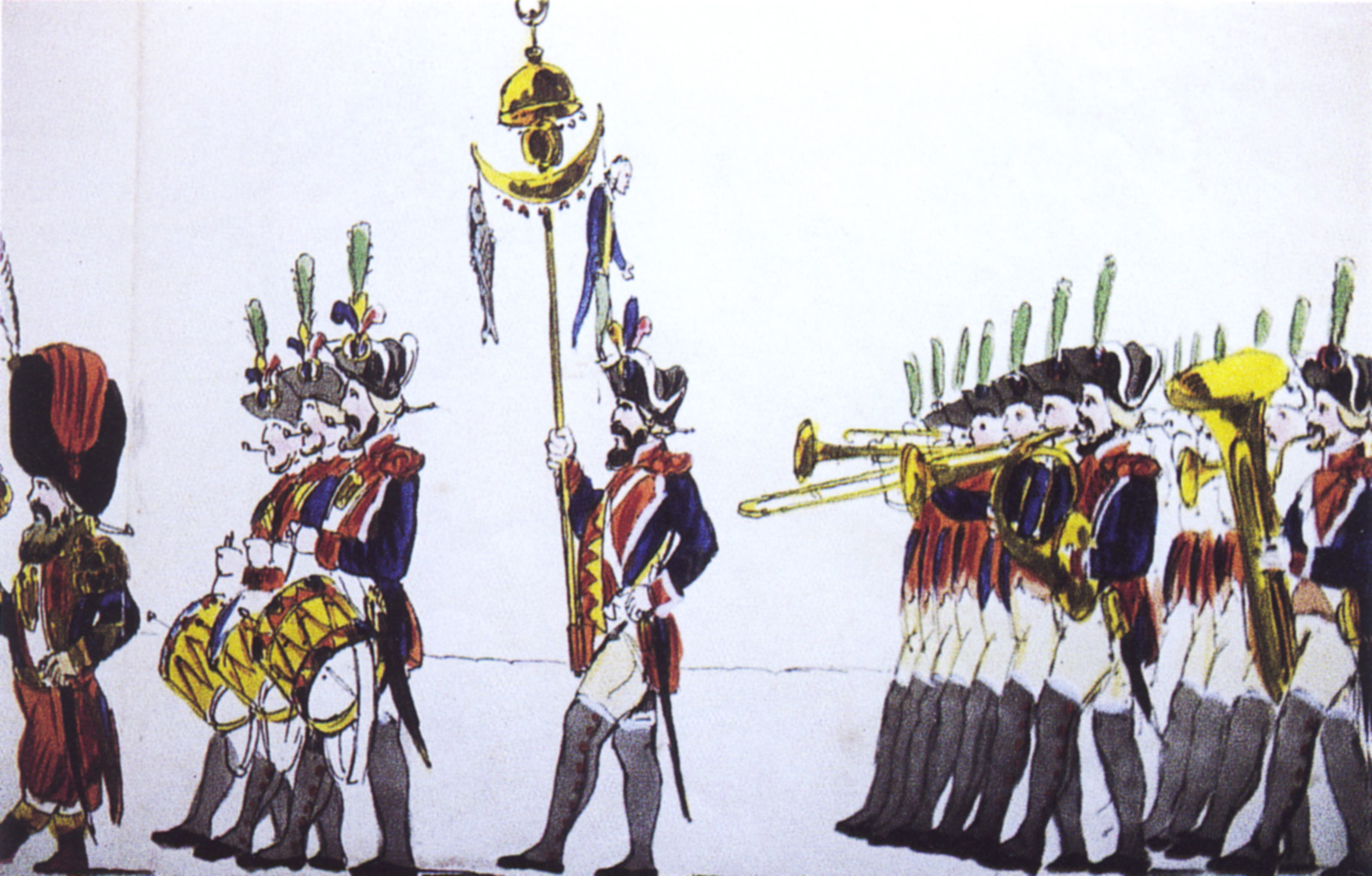
Illustration de la Mainzer Ranzengarde dans un leporello de 1857

Après l’immense succès de 1837, plusieurs habitants volontaires entourés de Johann Maria Kertell, un grossiste mayençais membre du conseil municipal et du parlement, ainsi que de l’association pour le carnaval tout juste créée, décident d’organiser un cortège masqué devant avoir lieu le lundi du Carnaval (26 février 1838). Dans un premier temps, une batterie d’actions importantes et futuristes est mise en place au sein du tout nouveau Carnaval de Mayence. Le 19 janvier 1838, un comité composé d’habitants de Mayence officialise à l’écrit le statut de l’association pour le Carnaval. Une demande est envoyée au commissaire provincial de Lichtenberg du Grand-Duché de Hesse afin qu’il approuve les statuts et reconnaisse l’association ; plus de cent personnes apposent leur signature à cette demande. L’un des principaux objectifs de cette nouvelle association est ainsi formulé dans la demande : « rendre hommage au dieu Jocus d’une façon plus ordonnée et noble qu’autrefois dans cette même ville… »
Le 22 janvier, la demande est acceptée, ce qui laisse supposer la mise en place d’un accord préalable entre les demandeurs et les autorités. Le Mainzer Carneval-Verein (association du carnaval de Mayence) ou MCV est né. Le 25 janvier a lieu la première Assemblée générale, suivie par d’autres séances. Le 9 février, le président Carl Georg Michel demande l’approbation des autorités pour la création d’un défilé du carnaval, que celles-ci lui donnent très rapidement.
Deux fabricants de carrosses mayençais, le conseil municipal ainsi que les autorités militaires vont prêter 100 coches. De la milice folle de l’année précédente avait émergé la Mainzer Ranzengarde composée de 37 soldats menés par le Général Johann Maria Kertell, qui n’apparaissaient que vêtus des uniformes caractéristiques de l’époque du prince électeur Frédéric-Charles Joseph d'Erthal. La Garde ainsi que la « Zwergen-Compagnie » ou Compagnie des nains, composée de jeunes enfants déguisés, se chargeaient de l’escorte « militaire » du défilé et faisaient office de garde rapprochée du Seigneur Carnaval.
Les hérauts du Prince à cheval formaient, devant la Ranzengarde, les premiers rangs du cortège. Derrière eux se trouvaient les porteurs de drapeaux ainsi que la Ranzengarde dont les soldats arboraient leur nouvel uniforme, nombre d’entre eux portant de faux ventres rembourrés et de longues tresses. Le Seigneur Carnaval et sa cour se tenaient sur les chars qui accompagnaient le défilé. Celui-ci commence son chemin du manège, passe la place du château (Schlossplatz) puis la Große Bleiche pour arriver jusqu’au marché. C’est à cet endroit qu’a lieu le moment le plus important de la procession : le Seigneur Carnaval y est sacré puis couronné roi avant de rendre hommage aux habitants de la ville. Ce premier défilé accueille également l’inauguration du drapeau et la prestation de serment des recrues de la Ranzengarde, qui sont encore aujourd’hui des moments phares du cortège de rue. Pour cette première édition, le défilé est clôturé par un tour de chapeau dans le parc portant à l’époque le nom de Neue Anlage.

### De 1839 à 1933

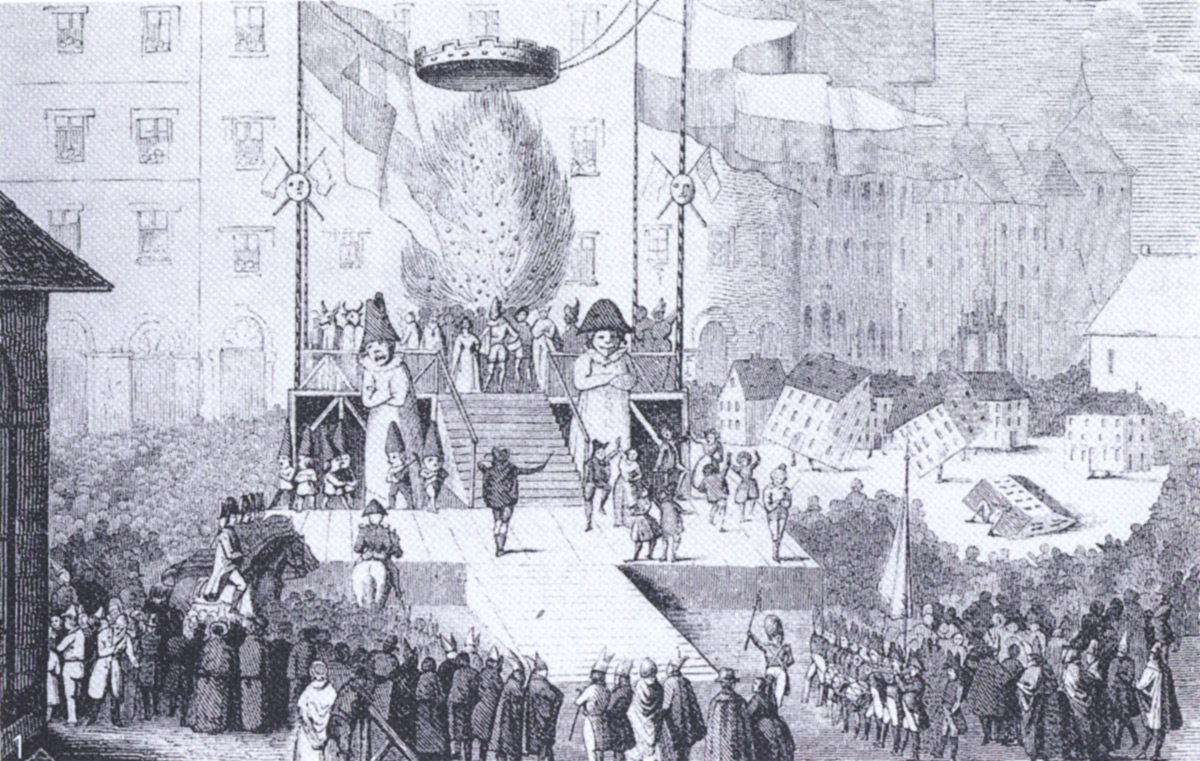
Représentation après le défilé du lundi des Roses en 1845

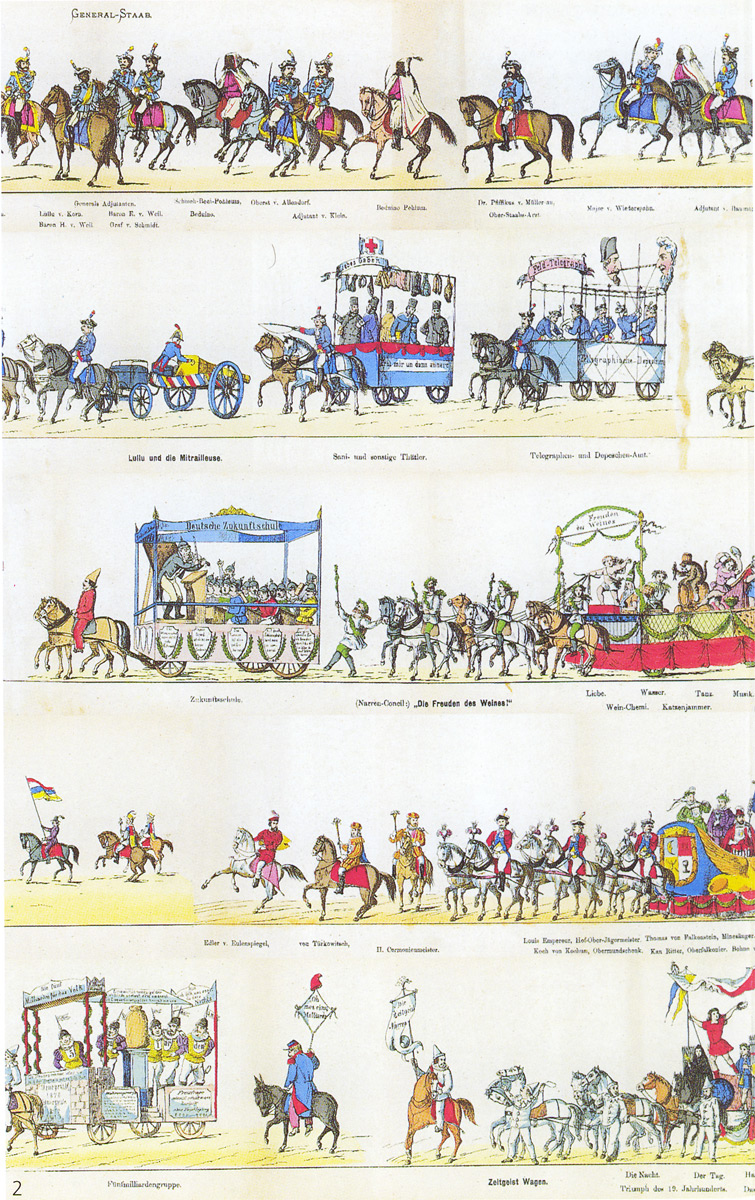
Illustration du du lundi des Roses en 1873

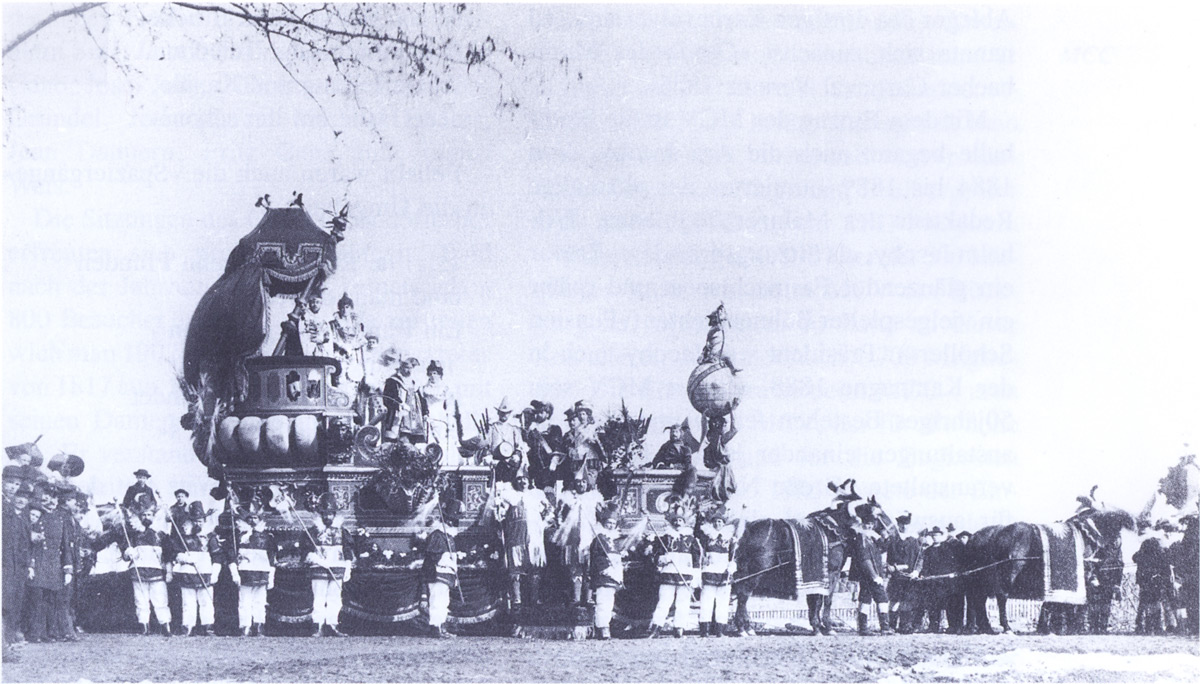
Le char du Prince lors du défilé de 1886

Les deux défilés de 1839 et de 1840 faisant suite au tout premier cortège étaient également liés au niveau de leur thème. En 1838 le Seigneur Carnaval était donc sacré, en 1839, on fêtait son mariage pour enfin célébrer la naissance de son fils Hanswurst l’année suivante. À partir de 1842, le défilé du lundi des Roses reflète des problématiques plus actuelles dans un contexte politique agité à l’époque du Vormarz. Le Carnaval de Mayence, encore très récent, devient alors politique ; les rapports entre les organisateurs membres de la MCV et les autorités étaient jusque-là plutôt bons, mais c’est l’arrivée de nouveaux participants engagés comme Ludwig Kalisch, Franz Heinrich Zitz (Président du MCV à partir de 1843) ou encore Eduard Reis qui a donné naissance au Carnaval politique et littéraire de Mayence.
En 1845, le défilé du lundi des Roses est pour la première fois dans le viseur des autorités de Darmstadt. Le ministre de l’intérieur du Grand Duché de Hesse-Darmstadt s’est donc vu contraint de « mettre en place des activités officielles en étant plus vigilant ». En 1846 lors du défilé du lundi des Roses, on peut assister à l’incinération symbolique de la censure sur la place du marché de Mayence. Malgré cela, les relations entre le MCV qui organise le défilé et les autorités locales de Mayence sont au beau fixe. Grâce à un fort engagement et à un ensemble de tactiques judicieuses, le commissaire provincial de Lichtenberg ainsi que le maire en exercice de Mayence, Nikolaus Nack, ont pu éviter l’interdiction du MCV et ainsi du lundi des Roses, prônée par la cour grand-ducale de Darmstadt. Malgré cela, les relations politiques dans le Sud-Ouest de l’Allemagne en 1848/1849 et dans les années qui ont suivi ont obligé les autorités à annuler le carnaval de Mayence et le défilé du lundi des Roses. Pendant ces quelques années, le MCV n’organise que quelques « réunions » et aucun lundi des Roses n’est célébré dans sa totalité jusqu’en 1855.
En 1856, on observe un regain d’activité dans le carnaval de Mayence, et par conséquent dans le lundi des Roses. Celui-ci est à nouveau organisé mais cette fois sans thématique centrale, comme lors de ses plus belles années. C’est à cette occasion que la « Klepper-Garde » (soldats montés sur des chevaux en bois), créée cette même année, prend la place de deuxième garde dans le cortège. En 1863, à l’occasion du 25e anniversaire du carnaval, les récits décrivent un défilé du lundi des Roses magnifique. À cause de remarques jugées injurieuses pendant les Fastnachtsvorträge (cérémonies de carnaval), le commandant de garnison prussien choisit de retirer temporairement tous les orchestres et les chevaux du défilé, si bien que celui-ci a failli être annulé. Face à cette situation critique, le grand-duc de Hessen-Darmstadt décide de soutenir le carnaval en offrant orchestres et chevaux, permettant ainsi au lundi des Roses d’avoir lieu. Cependant, en 1864, la guerre prusso-danoise (des Duchés) qui menaçait d’éclater et les événements politiques qui allaient en résulter, tels que la guerre austro-prussienne, ont mené à l’annulation du défilé. Le manque de moyens des associations de carnaval de Mayence a également provoqué une longue pause dans les défilés jusqu’en 1884.
Mais le lundi des Roses réussit à surmonter cette pause forcée. En 1884, le carnaval de Mayence et le lundi des Roses connaissent un fort engouement. Grâce à la construction du nouvel hôtel de ville cette même année (qui était considéré à l’époque comme la plus grande salle des fêtes d’Allemagne) et à la possibilité de l’utiliser, le carnaval de salle réussit à se développer, aussi bien dans le domaine social qu’en nombre de visiteurs. À partir de cette époque, les chars deviennent de plus en plus grands et sophistiqués, et certaines de ces structures mises sur pied par des architectes et des sculpteurs atteignent une hauteur de 6 mètres. En 1888, une nouvelle campagne de jubilée est mise en place à l’occasion du 50e anniversaire du MCV. Cette année-là, une commission propre au cortège organise le défilé du lundi des Roses, le professionnalisant nettement. On remarque, à travers la participation des membres de la famille du grand-duc, qui suivent le cortège depuis le balcon de leur résidence à Mayence, le palais impérial, que le défilé et le carnaval de Mayence sont de mieux en mieux acceptés par la société. Le défilé de jubilée suivant, qui a lieu en 1913 à l’occasion des 75 ans du MCV, est le défilé le plus long que la ville ait connu jusqu’à cette époque. On y compte 100 000 visiteurs, dont 40 000 étrangers et 18 000 visiteurs venus de Wiesbaden. Cette fois, le grand-duc Ernest-Louis et la grande-duchesse Eléonore eux-mêmes, ainsi qu’une suite de 25 personnes, assistent au défilé depuis le balcon du Erthaler Hof. Le lundi des Roses de 1913 a aussi servi d’inspiration et de décor à l'œuvre la plus connue de Carl Zuckmayer, Fastnachtsbeichte (confession du carnaval), une intrigue policière qui a lieu lors du carnaval de Mayence.
Une fois encore, les relations politiques sont à l’origine d’une pause du carnaval, mais cette fois plus longue. La Première Guerre mondiale et l’occupation de la Rhénanie et de Mayence par les troupes françaises empêchent les événements d’avoir lieu jusqu’en 1926. Finalement, le défilé du lundi des Roses reprend en 1927 avec une forte participation de la population. Pour la toute première fois, le tourisme régional et interrégional mettent en avant le carnaval de Mayence et le défilé du lundi des Roses.

### Sous le contrôle nazi
Le défilé du lundi des Roses du 27 février 1933 reste encore dénué de toute influence politique extérieure. Mais l’incendie du Reichstag dans la soirée de ce même jour modifie durablement la situation politique générale allemande. À partir du printemps 1933, le carnaval de Mayence est de plus en plus soumis au contrôle politique, du fait des lois de « mise au pas » (Gleichschaltungsgesetze) instaurées le 31 mars et 7 avril 1933. À la fin de l’année, ce processus prend fin. C’est désormais le mouvement nazi « Kraft durch Freude » qui est responsable du carnaval de Mayence et, par la même, du défilé du lundi des Roses. Celui-ci est considéré comme un facteur économique important par les nazis. À partir du milieu des années 1930, des visiteurs de tout l’empire allemand sont amenés à Mayence dans des bus ou des trains spécialement affrétés pour l’occasion.
En 1934, le défilé du lundi des Roses a pour devise « Mir könne wieder lache » (on peut rire à nouveau). Les chars roulants représentent le Père fouettard qui plonge les enfants « pas sages », en d’autres termes les socialistes et les membres du Zentrum, dans un encrier marron. Au début du défilé, d’imposantes balayeuses sous la devise « Es werd’ weiter gesäubert » (Nous allons tout nettoyer) illustrent de façon évidente une menace de la propagande nazie. En 1935, c’est une devise tout en subtilité qui est choisie : « Alles unner ääner Kapp » (Tout sous un couvercle). À partir de cette année, le défilé du lundi des Roses est entièrement contrôlé par le parti. En 1936, un char fait référence au camp de concentration de Dachau et rappelle à la population la morale de l’histoire, « Halt dein Maul und meckre nicht! » (Ferme-la, sans broncher). Un autre char est consacré à un thème antisémite et reprend les « Weinbetrüger-Prozesse » au cours desquels on a reproché à des marchands de vins juifs divers délits d’escroquerie, dont le frelatage de vins. Un tonneau surdimensionné avec une étoile de David était installée sur un char à chevaux, sur lequel était accroché un panneau avec l’inscription « Han mer auch Eintopf gemacht » (Nous cuisinons les restes). La légende sur le côté du char disait : « Fremde Art hat, so betätigt, deutschen Handel schwer geschädigt » (la manière de faire étrangère, comme celle-ci, a fortement nuit au commerce allemand). Sur les deux côtés de l’immense tonneau étaient installés quatre robinets marqués aux noms de différents vignobles allemands.
D’autres thèmes, tout aussi appréciés et politiquement engagés sont mis en scène à cette époque dans les défilés du lundi des Roses ; il s’agit des anciennes colonies allemandes, et plus précisément leur restitution, ainsi que de la réoccupation de Mayence par les troupes allemandes. Cette dernière est célébrée sur un char décoré.
Concernant la politique extérieure, des personnalités comme Staline sont représentées à plusieurs reprises. Des pays comme la France, la Grande-Bretagne, l’Union soviétique ou bien encore la Société des nations sont moquées. 1938 marque l’année du plus important défilé de carnaval avec près de 300 000 visiteurs. Le MCV (l’association mayençaise de carnaval) célèbre son 100e anniversaire et rassemble lors du défilé près de 190 chars. En 1939 eu lieu le dernier défilé de carnaval sous le régime national-socialiste. Des orchestres des jeunesses hitlériennes ainsi que des soldats de la Wehrmacht défilèrent à côté des quarante chars.

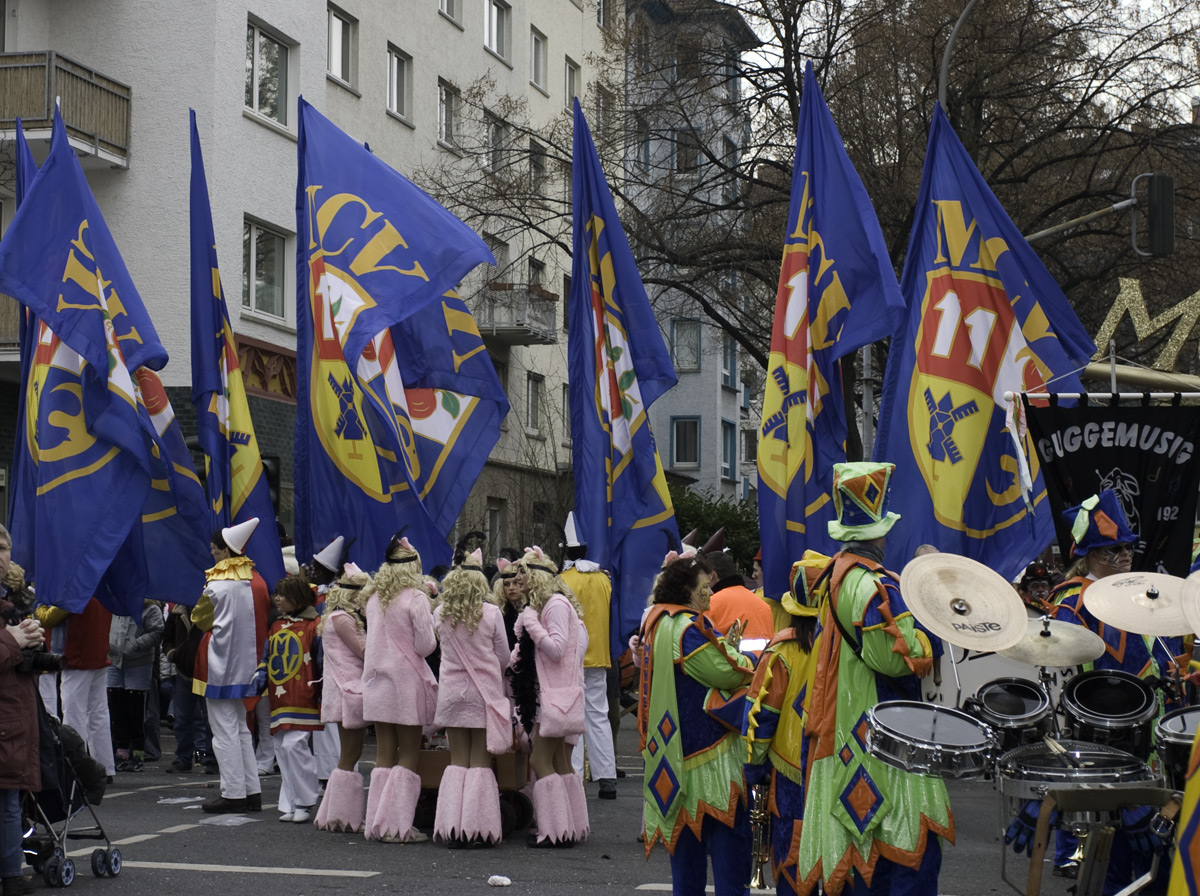
Rassemblement pour le défilé du lundi des Roses en 2005

### Après la Seconde Guerre mondiale
Il faut attendre 1950 pour observer une réelle renaissance du défilé de carnaval à Mayence. Composé d’une centaine de cortèges, il est applaudi par près de 300 000 visiteurs. Le financement de ce défilé, jusque-là toujours problématique, était couvert de manière satisfaisante grâce aux 10 000 DM de subventions allouées par la ville de Mayence et surtout grâce au lancement de la vente d’emblèmes (ou plaquettes) de carnaval. Cette même année, près de 100 000 figurines sont vendues. La situation politique de Berlin et l’occupation de la rive droite de la ville servent de thèmes aux premiers lundis des Roses d’après-guerre.
Depuis, les défilés de carnaval se tiennent chaque année, seule exception en 1991, car la date du lancement du carnaval était trop proche de celle du début de la seconde guerre du Golfe. Les organisateurs décident alors de l’annuler.
C’est à cette époque que le changement de thème annuel pour carnaval est décidé, il est introduit pour la première fois dans les années 1920. 1963, nouvel anniversaire des organisateurs de carnaval : l’association du carnaval de Mayence (MCV) fête alors ses 125 ans. Le 150e anniversaire du MCV, en 1988, est entaché par le premier accident mortel dans le cadre du carnaval d’après-guerre : un enfant est renversé par un char. Depuis ce tragique incident, les règles en matière de sécurité ont été renforcées. En 2001, le 100e défilé de carnaval rassemble près de 500 000 visiteurs, et compte parmi les trois plus importants défilés de carnaval en Allemagne, marquant ainsi l’apogée du carnaval de rue de Mayence.
Les organisateurs du carnaval de Mayence, à l’ouest de l’Allemagne, ont décidé à contre cœur d’annuler le défilé du lundi des roses de 2016 en raison du mauvais temps et de la tempête annoncés lundi.

## L’organisation du défilé
Depuis 1938, l’association du carnaval de Mayence (MCV) se charge de l’organisation, du financement et du déroulement du défilé à Mayence. Le MCV possède un comité d’organisation, aussi appelé la direction du défilé (Zugleitung). Ce comité est dirigé par le maréchal, qui participe également au défilé.

### Zugleitung, maréchal du carnaval, et déroulement du défilé

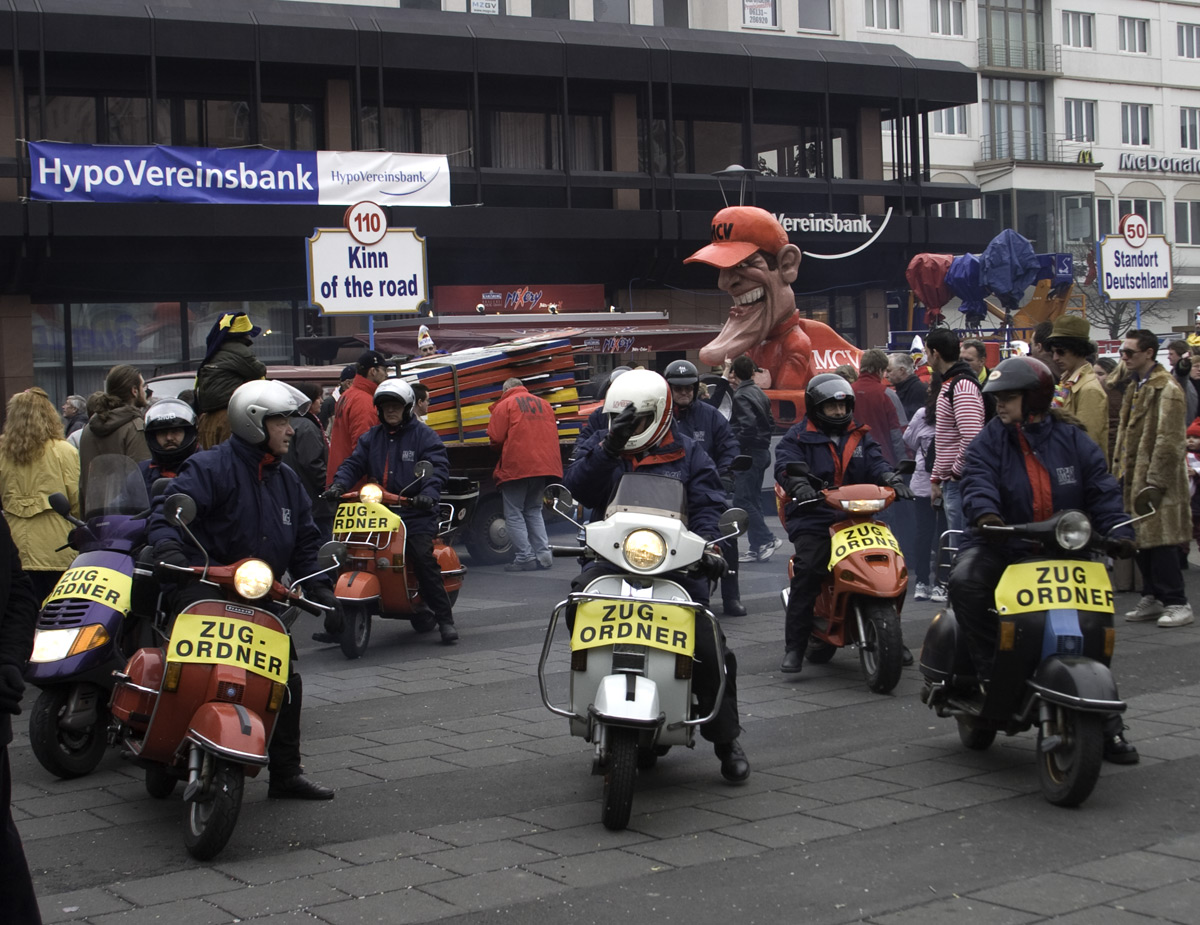
Accompagnement motorisé du MCV lors de la présentation des chars décorés, le dimanche de carnaval en 2005

Les membres du comité d’organisation gèrent le calendrier, fixent les budgets, invitent les corporations et groupes à participer, trient les demandes de participations qu’ils reçoivent et enfin signent les contrats. Avant même le 1er janvier, début officiel de la saison du carnaval à Mayence, la conception des chars débute. On discute des possibles thèmes pour les chars pour n’en garder ensuite que 15. Ils seront alors fabriqués dans un hangar de l’association à Mombach (quartier de Mayence). Après réception des candidatures, la Zugleitung fixe l’ordre de passage des différents éléments du cortège, qui est communiqué aux participants début janvier. Pour tous les participants, des points de rassemblements sont fixés dans Neustadt (quartier au nord-ouest de la ville) de Mayence, où les issues de secours et voies prioritaires pour les pompiers doivent être fixées.
Les véhicules participants (chars, tracteurs, etc) sont contrôlés et leur participation validée par  TÜV Rheinland. La Zugleitung veille au respect des réglementations pour le défilé : chaque membre du MCV doit souscrire une assurance responsabilité civile, un planning est mis en place, et les morceaux de musique sont validés par le GEMA, (société pour les droits sur la représentation et reproduction mécanique). Les discussions finales avec les principaux protagonistes, notamment la police de Mayence, ainsi que la conférence de presse de clôture constituent les dernières activités de la Zugleitung avant le cortège du lundi des Roses. Le maréchal du défilé prend en charge l’organisation du défilé et possède son propre char dans le cortège. Entre 1994 et 2010, Ady M. Schmelz occupe ce poste. À ses côtés, on retrouve les bénévoles parfois motorisés qui escortent et ordonnent le défilé. Kay-Uwe Schreiber et Jürgen Schmidt ont tous deux occupé le poste de responsable du carnaval entre 2011 et 2012. Depuis 2013, Kay-Uwe Schreiber est maréchal du défilé. En dehors des membres du MCV, près de 1 400 personnes participent au défilé : des travailleurs municipaux (dont près de 100 collaborateurs des services de nettoyage de la ville), des policiers (plus de 500 fonctionnaires), des pompiers ainsi que des médecins, et des personnels des services de santé (plus de 500 personnes).

### Parcours dans la ville

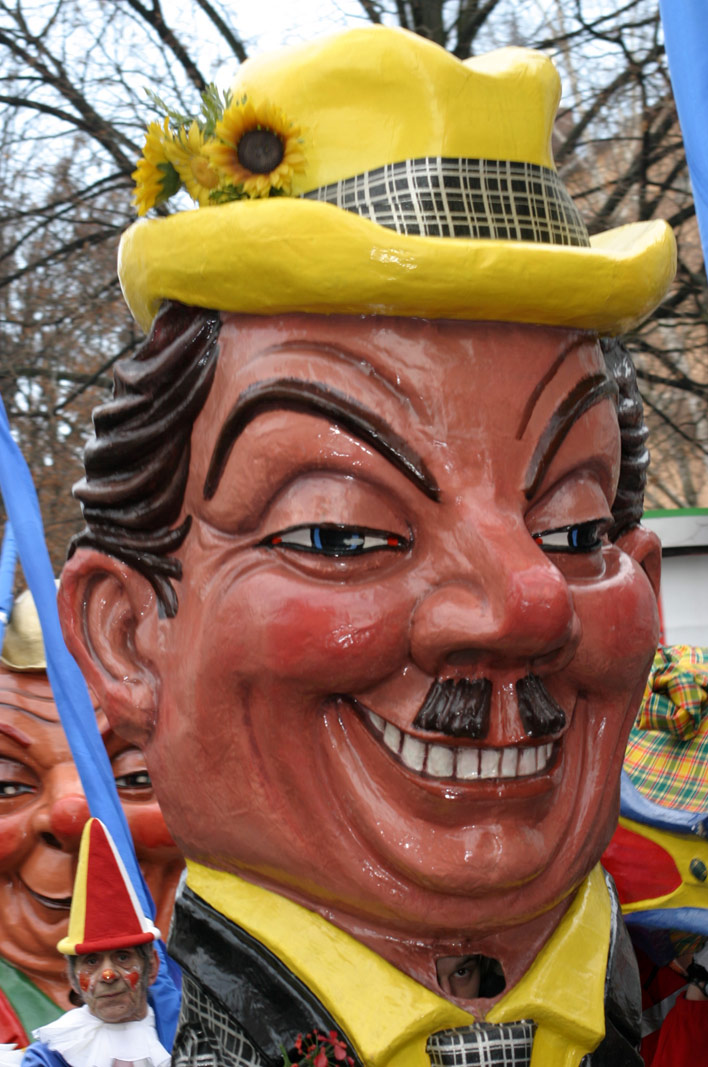
Les masques aux têtes surdimensionnées ne manquent jamais un défilé

Depuis 1838, le défilé du lundi des Roses a emprunté près de 35 chemins différents. (14) La dernière modification remonte à 1995 : le nombre de visiteurs avait tellement augmenté que le défilé ne pouvait circuler en toute sécurité dans certains quartiers comme la vieille ville, et plus précisément dans la Augustinerstraße. Le parcours actuel, de Neustadt à Altstadt, représente près de 7 kilomètres et s’étend sur près de 4 heures.
Le départ du défilé s’effectue entre les rues Josefsstraße et Boppstraße. Ici, les petits groupes se préparent et sont conseillés par le MCV. Ils partent de la Boppstraße pour rejoindre la Kaiserstraße, tout d’abord en direction de la gare principale en effectuant un virage à 180 degrés juste devant elle, avant d’atteindre le Rhin. Le défilé contourne la Christuskirche et emprunte la Bahnhofstraße. Il parcourt alors la Große Bleiche, la Große Langgasse, passe par la Ludwigsstraße pour rejoindre la Gutenbergplatz, le Théâtre et Höfchen. Puis le cortège longe la cathédrale, passe par la Domplätze puis par la Rheinstraße et tourne ensuite en direction de la Rheinstraße. Il passe ensuite par la Holzstraße, la Weißliniengasse et retourne ensuite dans la Ludwigstraße et continue par la Schillerplatz et longe la fontaine de carnaval. En passant par la Schillerstraße, le défilé rejoint ensuite la Münsterplatz avant de se disperser.
Le défilé du lundi des Roses est approuvé par le Service des transports de la ville de Mayence conformément à l’article 29 du code de la route.

### Financement et emblèmes du défilé

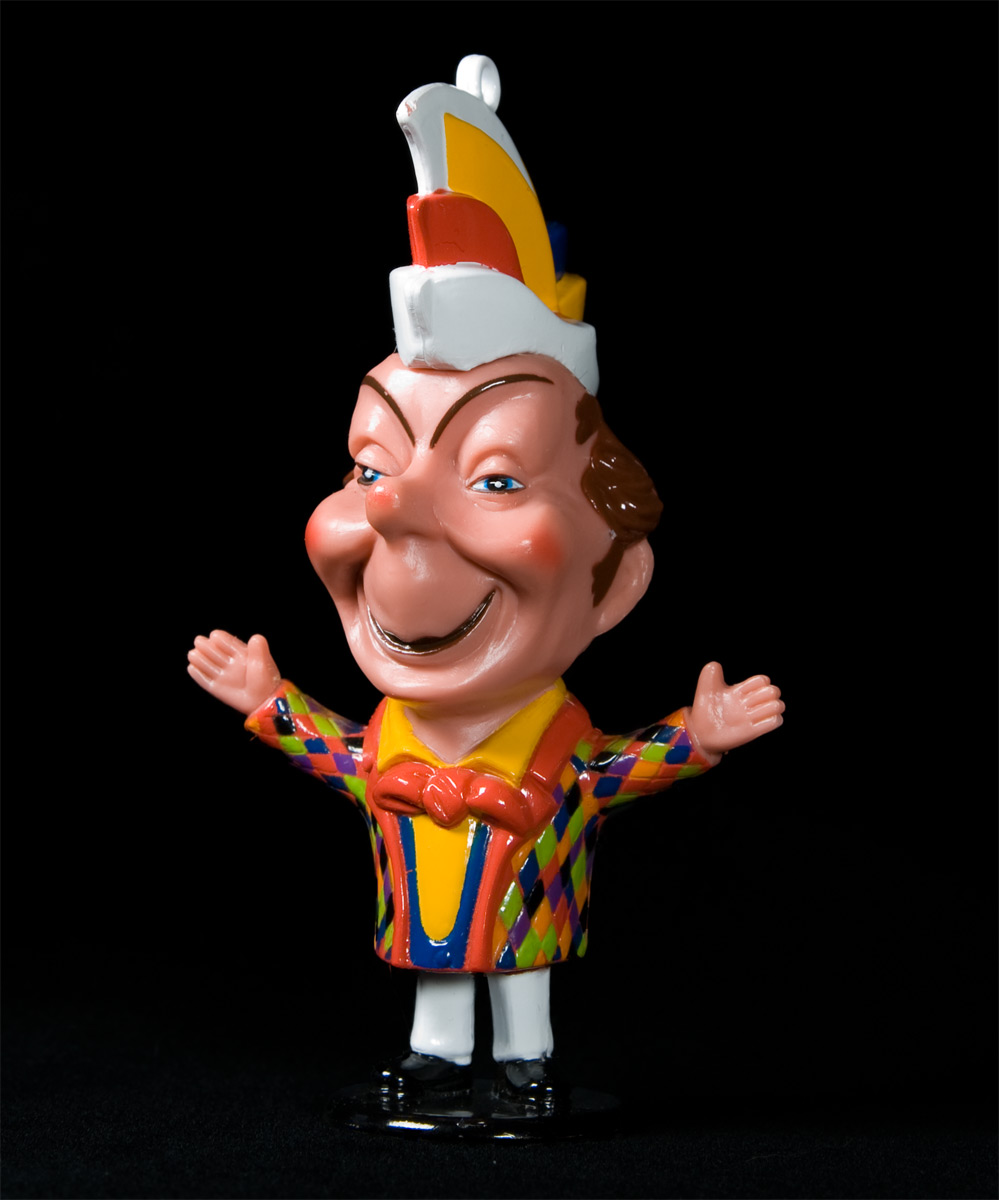
Emblème du défilé avec motif : masque « Karlchen »

La mise en place du défilé du lundi des Roses de Mayence coûte actuellement environ 360  000  euros [17]. Le MCV assume la somme dans sa totalité. En effet, la ville de Mayence n’accorde plus de subventions.
Une partie de cette somme provient de sponsors ou de recettes publicitaires. Le MCV met aussi à disposition les recettes de ses propres « assemblées de carnaval ».
Afin que le financement ne pose plus les mêmes problèmes qu’auparavant, le MCV a introduit des emblèmes du défilé, ou « plaquettes », à l’occasion du premier lundi des Roses d’après-guerre. Ce sont de petites figurines de plastique à porter en pendentif qui changent chaque année. Le produit de la vente, avoisinant les 200  000  euros (hors frais de production) pour 50  000  figurines vendues lors de la saison de 2007, complète largement le financement de la parade. En janvier 2008 trois millions d’emblèmes du défilé avaient été vendus depuis 1950.
Le motif des figurines s’inspire, en fonction des dates anniversaires, de représentants de la garde du carnaval de Mayence, de personnages typiques du carnaval comme Till, Bajazzo à la Lanterne, ou bien les très populaires « têtes enflées » mayençaises. En 2010, l’emblème représentait un fou à vélo sur un « 60 », car les figurines fêtaient alors leur soixantième anniversaire.
Depuis plus de cinquante ans (en 2015), Klaus Eigenbrodt (mort en 2017), connu des Mayençais comme « Klaus la figurine », sillonne la vieille ville de Mayence en répétant :
« Chaque année, c’est la même chanson, y’a pas un sou, le cortège coûte bonbon. Ainsi, achetez des emblèmes, ces bijoux ; du défilé, vous verrez tout ! »
– Klaus la FIGURINE

### Composition du défilé et participants
| Nombre de participants au défilé             | 2015 | 2013 | 1997 |
| -------------------------------------------- | ---- | ---- | ---- |
| Nombre total de participants                 | 9571 | 9714 | 8450 |
| Nombre de cortèges                           | 158  | N/A  | 208  |
| Gardes                                       | N/A  | 21   | 25   |
| Corporations                                 | N/A  | 49   | 15   |
| Groupes                                      | N/A  | 32   | N/A  |
| Groupes de musique                           | 87   | 21   | 95   |
| Nombre total de musiciens                    | 2565 | 2966 | 3100 |
| Porteurs d’étendards et de « têtes enflées » | 71   | 90   | 100  |
| Cavaliers                                    | 160  | 178  | 200  |
| Chars                                        | 160  | 155  | 120  |
| Dont chars à thème                           | 13   | 15   | 15   |

Le lundi des Roses de Mayence rassemble actuellement près de 9 500 participants actifs, venant d’Allemagne et de l’étranger et répartis sur quelque 150 cortèges. Sur les 10 000 participants seuls 3 000 jouent de la musique. Traditionnellement, tous les membres de la Garde mayençaise sont représentés dans le défilé. Cependant, depuis 1838, la « Garde des bedonnants » de Mayence ouvre le défilé, en tant que garde la plus ancienne du Carnaval.
Les grandes gardes de Mayence se composent normalement en corps de fantassins, de cadets, de cavaliers, de musiciens, de fanfares et de joueurs de tambours, et escortent les véhicules. Ils sont accompagnés des gardes de carnaval et les orchestres des environs et de tous les coins de l’Allemagne, mais plus principalement du sud du pays. Les groupes de guggenmusik, venus du sud de l’Allemagne et de Suisse sont relativement nombreux à participer au défilé ; ils représentent un élément particulier et intégré depuis longtemps. En général, ces groupes se mêlent au carnaval dans les rues dès le samedi.

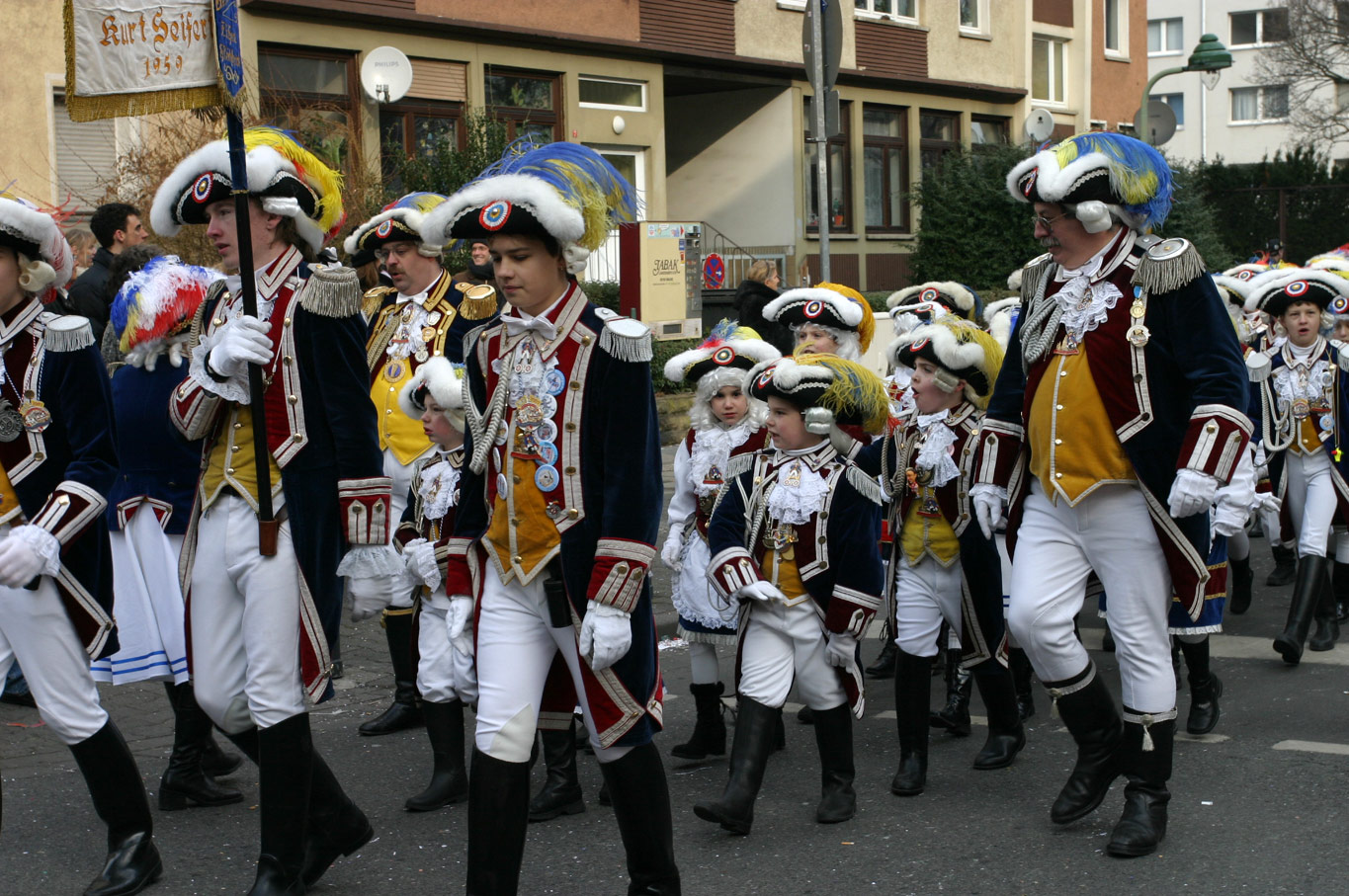
Corps de cadets de la Garde des bedonnants de Mayence (défilé du Lundi des Roses, 2005)

Parmi les autres participants, on dénombre les corporations du carnaval de Mayence comme, notamment le MCV, le Mainzer Carneval Club (MCC), le Mainzer Narren-Club(MNC), le Karneval Club Kastel (KCK), ainsi que d’autres associations, et rassemblements. La SWR (radiodiffusion du Sud-Ouest), la ZDF, la corporation des boulangers de Mayence, la corporation des bouchers ainsi que le 1.FSV Mainz 05 (club de foot mayençais) participent plus ou moins régulièrement au défilé du lundi des Roses. Le maréchal, organisateur du défilé, participe sur son propre char.
Les chars à thèmes construits par le MCV, constituent, dès les origines, un élément central du défilé. Ils s’inspirent aussi bien de sujets locaux, régionaux, voire nationaux ou internationaux. La conception et la construction des chars commencent dès l’automne de l’année précédente. Le dimanche du carnaval, tous les chars à thème sont exposés dans la vieille ville, dans la Ludwigsstraße, et dévoilés au public dans le cadre de l’animation Tanz auf der Lu. En 2008, 154 chars à thèmes et chars de la Garde ont participé au défilé.

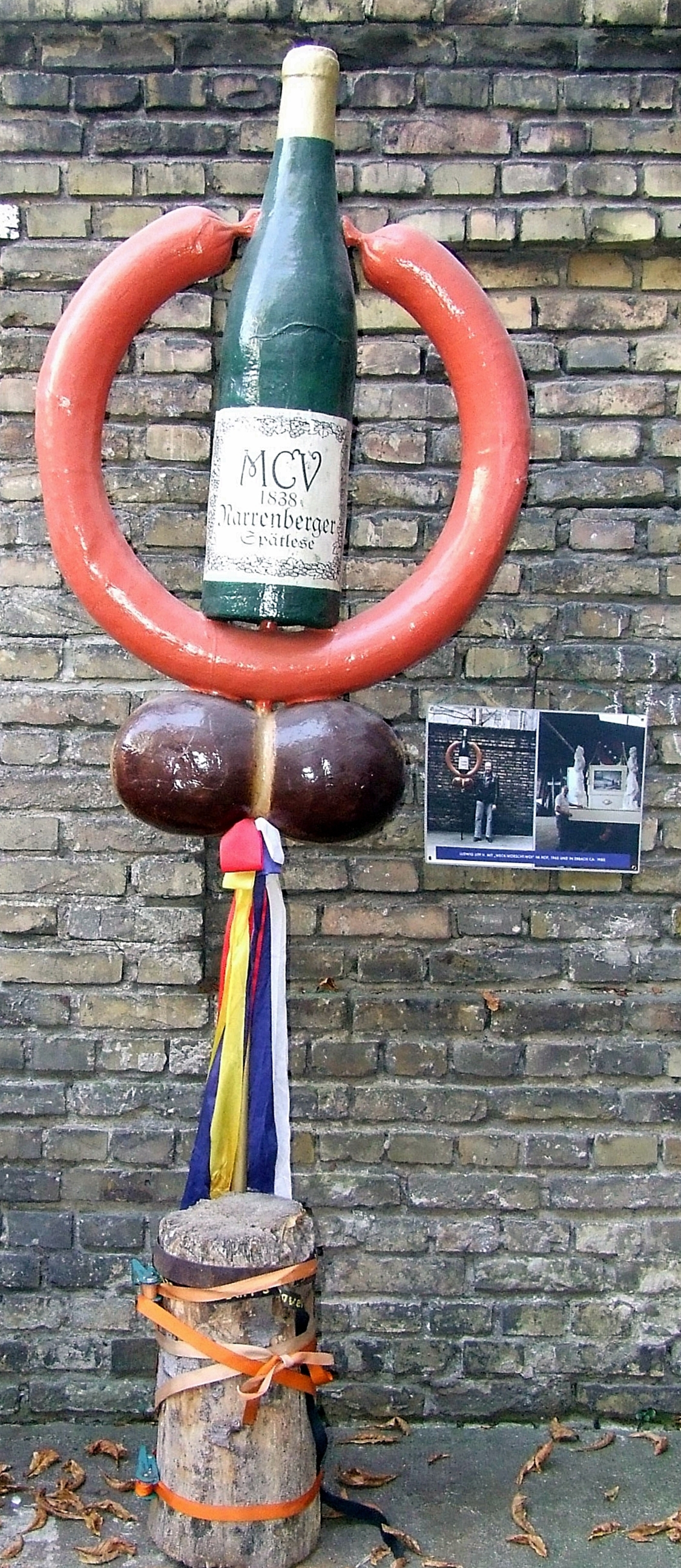
Fanion du carnaval de Mayence

Les porteurs de fanions et d’étendards incarnent également une longue tradition mise en place par le MCV. Ils portent des étendards surdimensionnés aux couleurs traditionnelles du carnaval de Mayence : rouge-blanc-bleu-jaune. Les fanions sont ornés, par exemple, de symboles typiques du carnaval de Mayence comme les Weck, Worscht und Woi (pain, saucisse et vin). Il en est de même pour les « têtes enflées », qui depuis le début des années 1920, prennent part au défilé à différents du cortège. Il s’agit de têtes surdimensionnées en papier mâché, qui caricaturent les personnalités et physionomies typiques de Mayence. La participation à carnaval est même gérée par une association à part entière.

## Couverture médiatique
Depuis sa première édition en 1838, le lundi des Roses jouit d’une couverture médiatique supérieure à la moyenne. Bien qu’il ne s’agisse, au départ, que de médias locaux, le lundi des Roses de Mayence de 1845 fait déjà l’objet d’un gros rapport illustré dans le Journal illustré de Leipzig. En 1910, le défilé fut filmé pour la première fois et retransmis dans les cinémas municipaux. Depuis les années 1920, il est retransmis en direct à la radio. Depuis 1954, la SWF (aujourd’hui Südwestrundfunk) retransmet le défilé à la télévision. Au milieu des années 1990, la ZDF, dont le siège se trouve à Mayence, décide de retransmettre le défilé en direct. Les caméras des deux chaînes de télévision sont postées dans la Ludwigsstraße. Depuis 2007, la ZDF a toutefois renoncé à cette retransmission.
Les retransmissions en direct sont particulièrement populaires : en 2000, un téléspectateur sur trois a regardé le défilé en direct sur l’ARD ou la ZDF, soit 1,41 million de téléspectateurs pour la ZDF et 1,72 million pour l’ARD.

## Autres défilés de carnaval à Mayence
En plus du défilé du lundi des Roses de Mayence, ont lieu dans le centre-ville et les différents quartiers d’autres défilés, plus petits. Le 1er janvier, on entre dans la grande phase de la saison de carnaval avec le défilé du nouvel an de la Garde dans la vieille ville de Mayence et le défilé de la Garde à Gonsenheim (quartier de Mayence). Le vendredi de carnaval a lieu un petit défilé à Hechtsheim (quartier de Mayence). Le samedi, prend place le deuxième plus grand défilé du carnaval de Mayence, le défilé des jeunes masqués, ainsi que d’autres défilés à Gonsenheim et Kastel/Kostheim. Dimanche, le « défilé de la joie de vivre de Finther » et celui de Bretzenheim réunissent près de 50 000 spectateurs. Mardi Gras, le « Kappenfahrt » de la vieille ville de Mayence, le « défilé du blé blanc» de Mombach et un autre défilé à Drais (« Draaser Umzug ») sont les derniers défilés du carnaval de rue de Mayence.